# Lac Baptiste
Lac Baptiste är en sjö i Kanada.   Den ligger i regionen Mauricie och provinsen Québec, i den östra delen av landet, 400 km norr om huvudstaden Ottawa. Lac Baptiste ligger 439 meter över havet. Arean är 11,7 kvadratkilometer. Den sträcker sig 9,9 kilometer i nord-sydlig riktning, och 6,0 kilometer i öst-västlig riktning.
I omgivningarna runt Lac Baptiste växer i huvudsak blandskog. Trakten runt Lac Baptiste är nära nog obefolkad, med mindre än två invånare per kvadratkilometer.